# 桑威奇刺鼻單棘魨
桑威奇刺鼻單棘魨，又稱桑威奇前孔魨，為輻鰭魚綱魨形目鱗魨亞目單棘魨科的其中一種，為熱帶海水魚，分布於中太平洋東部的夏威夷群島海域，棲息深度2-73公尺，體長可達19.3公分，棲息在底層水域，以藻類、海綿、珊瑚等為食，生活習性不明，可作為觀賞魚。

## 扩展阅读
維基物種上的相關：桑威奇刺鼻單棘魨